# Pauluskerk (Wrocław)
De Pauluskerk (Duits: Pauluskirche) was een kerkgebouw in Breslau dat in 1908 naar een ontwerp van Arthur Kickton in de stijl van de neorenaissance werd gebouwd aan de destijds geheten Striegauer Platz (tegenwoordig: plac Strzegomski). Op 17 maart 1913 werd het gebouw in aanwezigheid van prins Frederik Willem ingewijd.
Het zeer representatieve kerkgebouw stond te midden van een complex van aan de kerk verbonden gebouwen. Het kerkgebouw bestond uit een middenschip met twee smalle zijschepen en twee transepten. Inclusief de galerijen bood de kerk plaats aan 1400 gelovigen. Boven het altaar stond een levensgrote uit hout gesneden kruisigingsgroep opgesteld. De toren ging boven de klokkenstoel over in kleinere tweelingstorens.
De predikant van de kerk, Kurt Bornitz (1899–1945), oefende in de oorlogsjaren openlijk kritiek uit op het nationaalsocialistische systeem en werd in januari 1945 in opdracht van de Gestapo in Breslau geëxecuteerd.
Tegen het einde van de Tweede Wereldoorlog werd de kerk samen met alle andere kerkelijke gebouwen op het terrein op bevel van gauleiter Hanke opgeblazen. Van de trotse Pauluskerk resteerde nadien slechts een hoop puin. 